# WXV
El WXV es una competencia internacional de rugby femenino organizada por World Rugby, el principal ente rector del deporte a nivel mundial.
El objetivo del torneo es desarrollar el rugby femenino a nivel mundial.

## Formato
El torneo consta de tres divisiones, en las cuales en cada una de ellas compiten seis equipos, funcionando como una especie de Liga Mundial, al final de la temporada el último del WXV 3 disputa un repechaje frente al mejor equipo en el ranking mundial que no haya clasificado a alguna de las tres divisiones mediante la clasificatoria regional.

## Historia
El torneo inició su primera temporada en 2023 con la finalidad de realizar un torneo que desarrolle el rugby femenino.
El primer campeón del torneo fue el seleccionado de Inglaterra, en el torneo desarrollado en Nueva Zelanda.

## Divisiones

### WXV 1
| Edición | Año  | Sede          | 1º puesto    | 2º puesto    | 3º puesto    | 4° puesto     | 5º puesto    | 6º puesto      |
| ------- | ---- | ------------- | ------------ | ------------ | ------------ | ------------- | ------------ | -------------- |
| I       | 2023 | Nueva Zelanda | Inglaterra   | Canadá       | Australia    | Nueva Zelanda | Francia      | Gales          |
| II      | 2024 | Canadá        | Inglaterra   | Irlanda      | Canadá       | Nueva Zelanda | Francia      | Estados Unidos |
| III     | 2026 | a disputarse  | a disputarse | a disputarse | a disputarse | a disputarse  | a disputarse | a disputarse   |

### WXV 2
| Edición | Año  | Sede         | 1º puesto    | 2º puesto    | 3º puesto    | 4° puesto    | 5º puesto      | 6º puesto    |
| ------- | ---- | ------------ | ------------ | ------------ | ------------ | ------------ | -------------- | ------------ |
| I       | 2023 | Sudáfrica    | Escocia      | Italia       | Sudáfrica    | Japón        | Estados Unidos | Samoa        |
| II      | 2024 | Sudáfrica    | Australia    | Escocia      | Italia       | Sudáfrica    | Gales          | Japón        |
| III     | 2026 | a disputarse | a disputarse | a disputarse | a disputarse | a disputarse | a disputarse   | a disputarse |

### WXV 3
| Edición | Año  | Sede         | 1º puesto    | 2º puesto    | 3º puesto    | 4° puesto    | 5º puesto    | 6º puesto    |
| ------- | ---- | ------------ | ------------ | ------------ | ------------ | ------------ | ------------ | ------------ |
| I       | 2023 | EAU          | Irlanda      | Fiyi         | España       | Kenia        | Kazajistán   | Colombia     |
| II      | 2024 | EAU          | España       | Samoa        | Países Bajos | Fiyi         | Hong Kong    | Madagascar   |
| III     | 2026 | a disputarse | a disputarse | a disputarse | a disputarse | a disputarse | a disputarse | a disputarse |

## Palmarés
| Equipo     | WXV 1 | WXV 2 | WXV 3 |
| ---------- | ----- | ----- | ----- |
| Inglaterra | 2     |       |       |
| Escocia    |       | 1     |       |
| Australia  |       | 1     |       |
| Irlanda    |       |       | 1     |
| España     |       |       | 1     |